# Suzanne Kunzeler
Suzanne Kunzeler (Grubbenvorst, 13 april 1968) is directeur content bij BNNVARA.

## Biografie
Kunzeler studeerde theater-, film- en televisiewetenschappen aan de Universiteit Utrecht.
Sinds 1993 was ze werkzaam bij de NCRV. Als eindredacteur was ze betrokken bij jeugdprogramma's als Buya en Willem Wever, maar ook bij programma's voor volwassenen zoals Spiritus en Hartslag. In 2006 werd ze manager Infotainment en Cultuur bij de NCRV. In 2008 maakte ze de overstap naar de NPO en ging als manager kinderprogrammering aan de slag. In 2014 werd ze netmanager bij jeugd- en jongerenzender NPO 3, nadat ze al enkele maanden als waarnemend netmanager had gefunctioneerd, ter vervanging van Roek Lips. Van 2018 tot maart 2022 combineerde zij de functie met de rol van genrecoördinator drama voor de NPO.
In 2023 kwam zij in opspraak omdat zij probeerde een documentaire die BNNVARA zou uitzenden te laten aanpassen omdat in een passage van de documentaire de angstcultuur binnen BNNVARA werd besproken. Dit weigerde de maker van de documentaire. Hierop is besloten dat BNNVARA de documentaire niet ging uitzenden maar dat Omroep MAX dat ging doen. Het is extra opmerkelijk omdat de documentaire juist ging over de gevaren van de cancelcultuur.